# Studenec (Vysočina)
Studenec é uma comuna checa localizada na região de Vysočina, distrito de Třebíč.